# Metro de Budapest

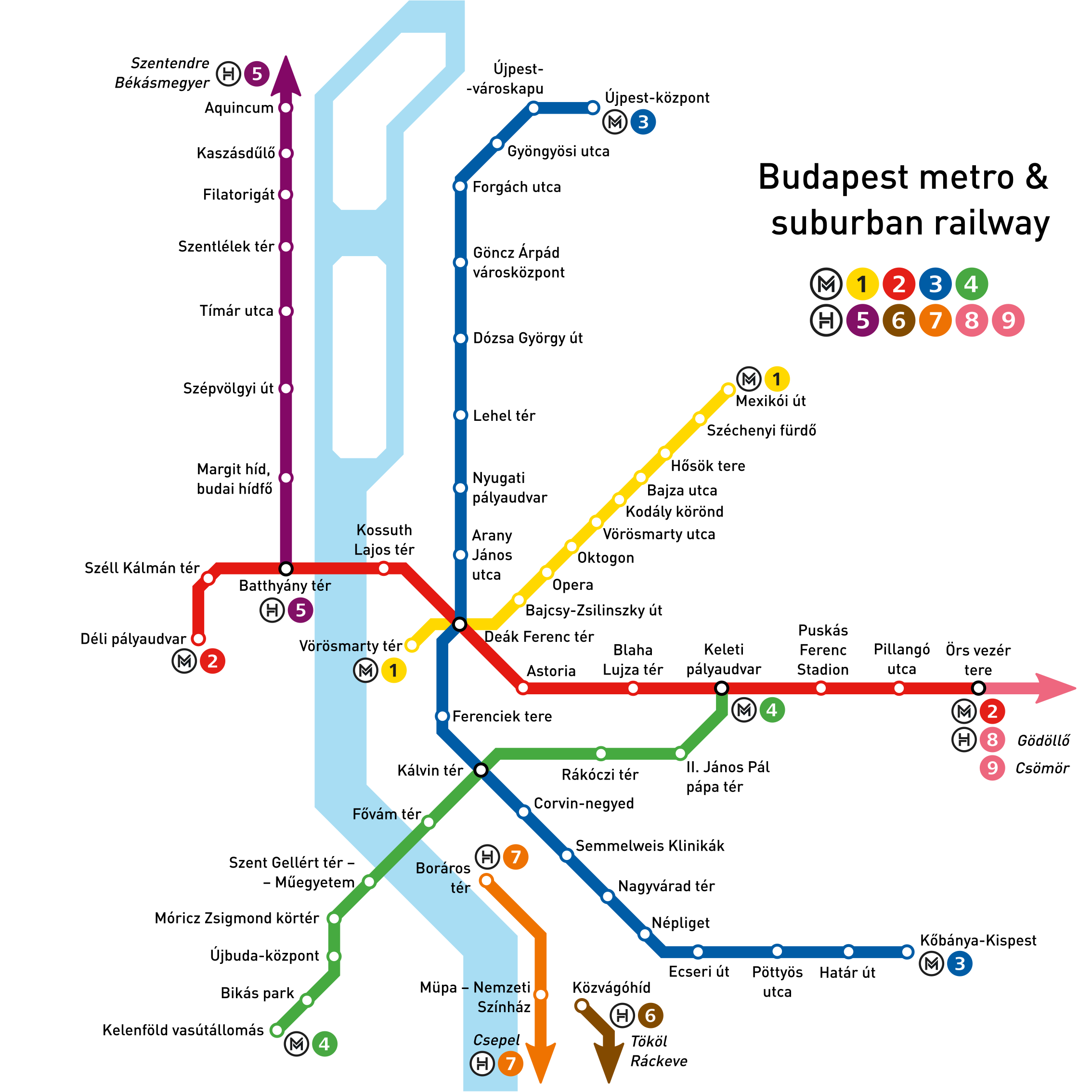
Mapa del Metro de Budapest

El Metro de Budapest (en hongarès: budapesti metró) és el sistema de metro de la capital hongaresa. Inaugurat l'any 1896, es tracta del segon sistema de ferrocarril subterrani més antic del món (després del metro de Londres). La històrica Línia 1 va ser declarada Patrimoni de la Humanitat l'any 2002.

## Components de la xarxa

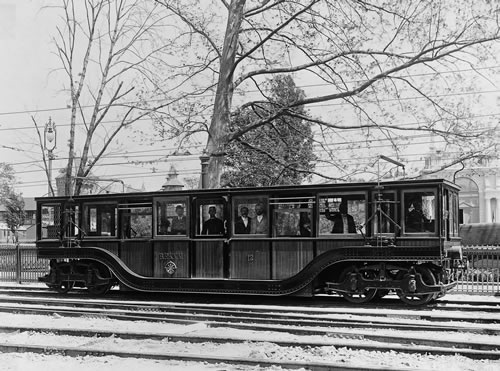
Cotxe elèctric alemany construït per Ernst von Siemens, recollia el corrent pel fil de la catenària i fou el primer a circular a Budapest el 1896.

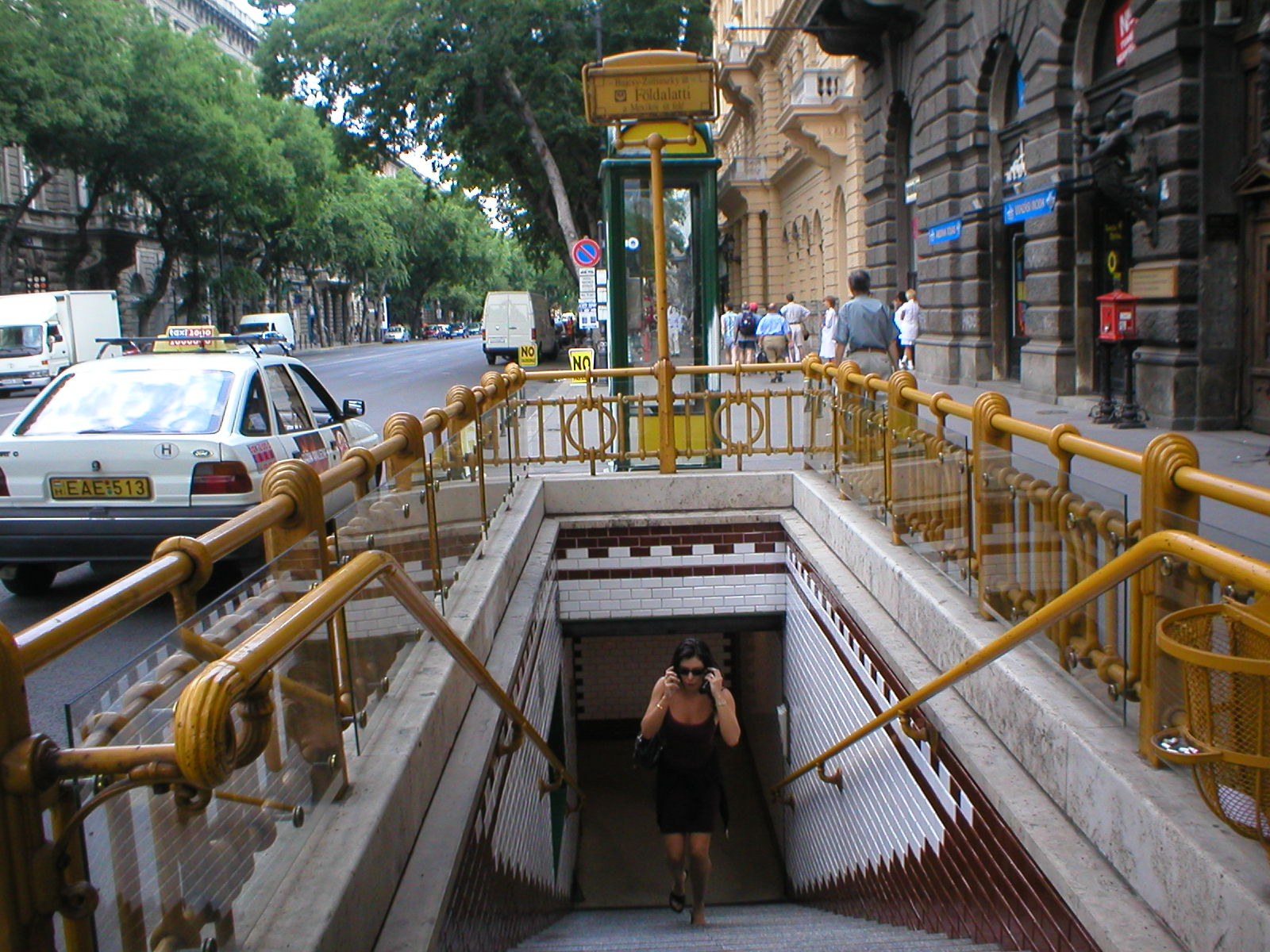
Entrada a l'estació de Budapest Földalatti

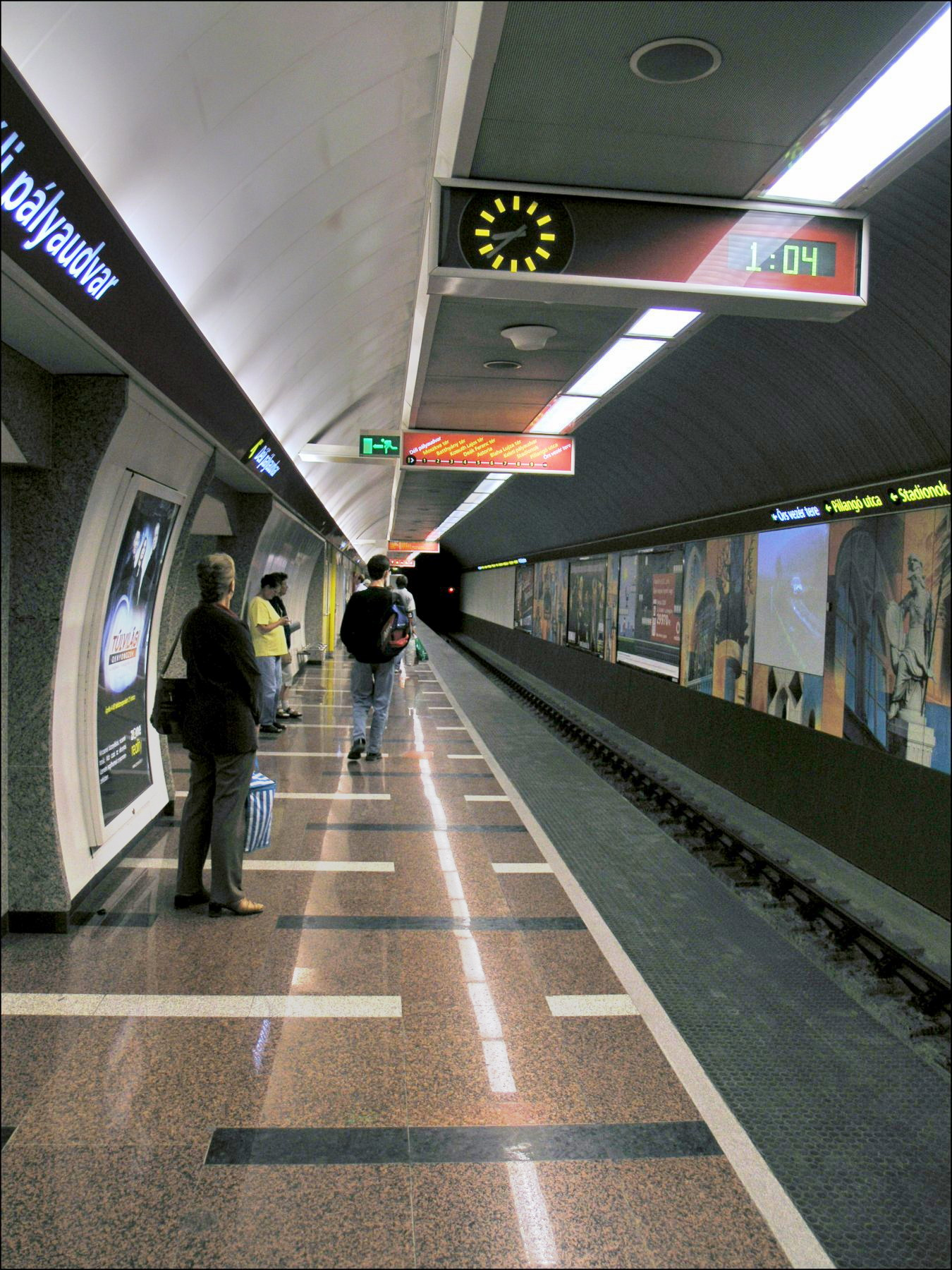
Estació de Déli pályaudvar

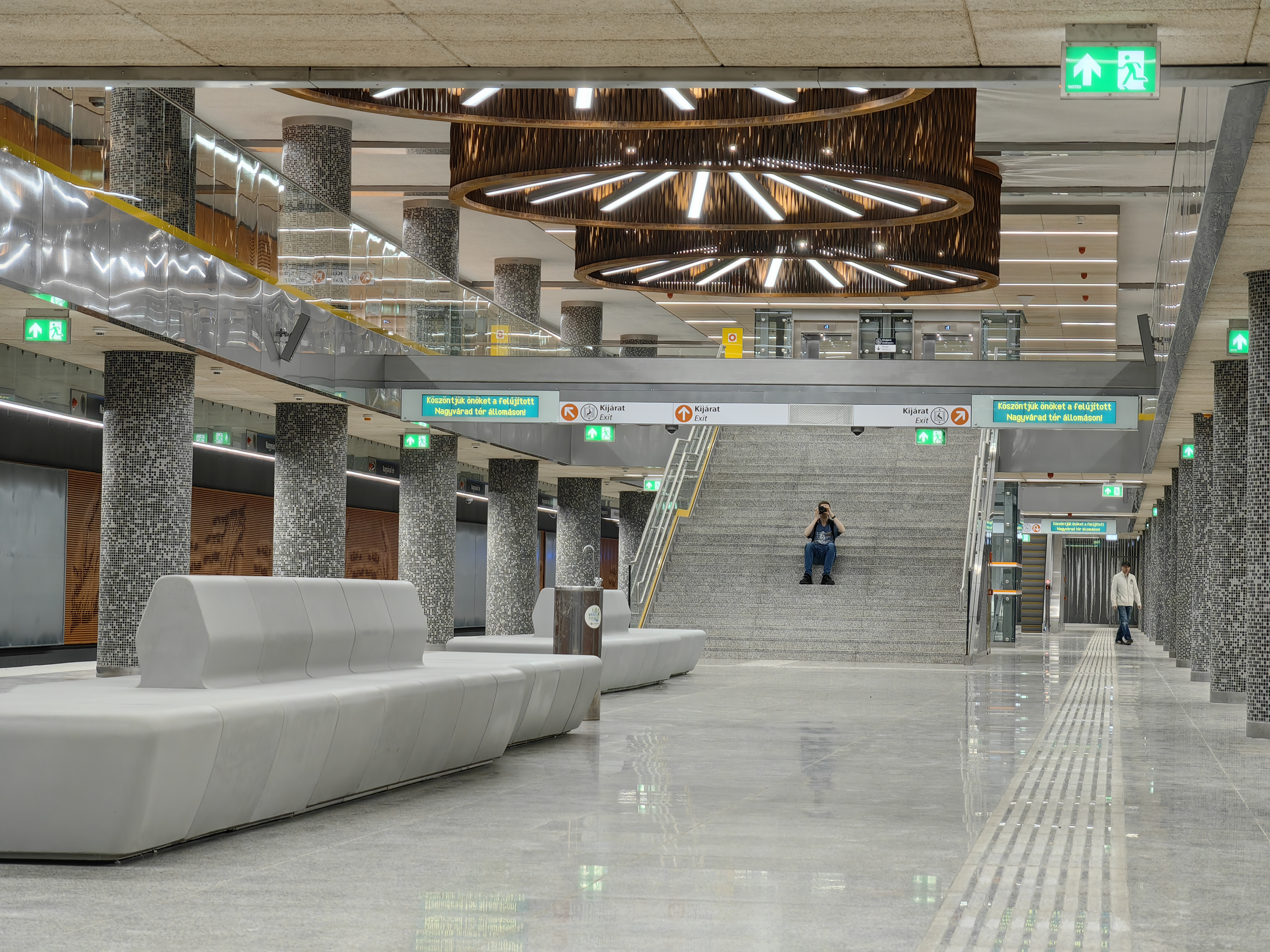
Estació de Nagyvárad tér

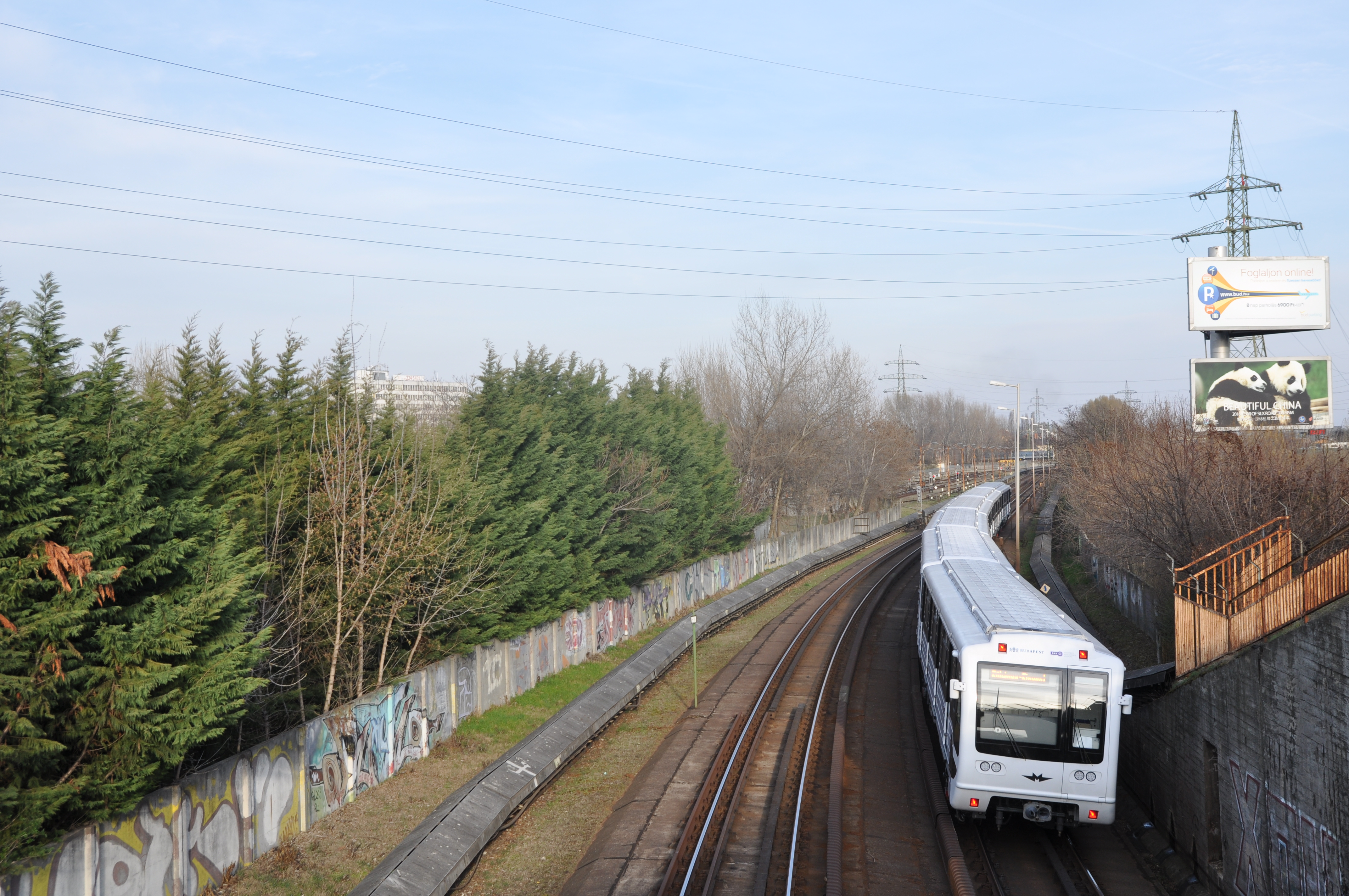
Tram en superfície de la línia M3

La xarxa de metro de Budapest té tres línies. Cadascuna disposa de la seva identificació de color i número pròpia. A banda, s'està construint la línia M4 i s'ha presentat públicament el projecte per a una cinquena línia, encara sense data de construcció.

### Línia M1
Metropolità del Mil·lenni o M1 és la línia més antiga del metro de Budapest i la segona més antiga del món. Fou inaugurada oficialment el 2 de maig de 1896 entre les estacions de Vörösmart i Széchenyi fürdõ, i esdevingué la primera línia subterrània electrificada d'Europa, circulant pel subsòl de l'Avinguda Andrássy. Gairebé 80 anys més tard, el 30 de desembre de 1973, es perllongà fins a Mexikói út, i ara té una longitud de 4,2 km.
Aquesta línia presenta nombroses diferències respecte a les altres línies de la xarxa. Així, és completament subterrània i el túnel pel qual circula és de 6 m d'amplada per 2,75 m d'alçada. Va caldresempre trens construïts a propòsit per a aquesta línia que té una catenària fixa.
L'any 1996, per celebrar-ne elcentenari, es van restaurar totes les estacions, que tornaven a lluir tota l'esplendor històrica. Actualment serveix 103.000 usuaris diaris.
Les estacions que formen part de la línia M1 són:
- Vörösmarty tér
- Deák Ferenc tér (intercanviador amb les línies M2 i M3)
- Bajcsy-Zsilinszky út
- Opera
- Oktogon (proper intercanviador amb la línia M5)
- Vörösmarty utca
- Kodály körönd
- Bajza utca
- Hősök tere
- Széchenyi fürdő
- Mexikói út

### Línia M2
M2 és la segona línia del metro de Budapest. Inaugurada el 4 d'abril de 1970 després de llargs anys d'obres i aturades, la línia connecta el Déli pályaudvar a ponent amb Ors vezér tere a l'est. Serveix 451.627 passatgers cada dia.
La línia té les següents estacions:
- Déli pályaudvar
- Széll Kálmán tér
- Batthyány tér
- Kossuth Lajos tér
- Deák Ferenc tér (intercanviador amb les línies M1 i M3)
- Astoria (futur intercanviador amb la línia M5)
- Blaha Lujza tér
- Keleti pályaudvar (intercanviador amb les línies M4)
- Puskás Ferenc Stadion
- Pillangó utca
- Örs vezér tere

### Línia M3
M3 és la línia més extensa del metro de Budapest. Inaugurada oficialment el 31 de desembre de 1976 en un primer tram, és la línia que té una major demanda diària, de 626.179 usuaris, i connecta el nord de la ciutat (Újpest) amb el sud (Kőbánya-Kispest). Té una longitud de 16,4 km, tots subterranis.
La línia té les següents estacions:
- Újpest-központ
- Újpest-városkapu
- Gyöngyösi utca
- Forgách utca
- Göncz Árpád városközpont
- Dózsa György út
- Lehel tér (futur intercanviador amb la línia M5)
- Nyugati pályaudvar
- Arany János utca
- Deák Ferenc tér (intercanviador amb les línies M1 i M2)
- Ferenciek tere
- Kálvin tér (intercanviador amb les línies M4) (futur intercanviador amb les línies M5)
- Corvin-negyed
- Semmelweis Klinikák
- Nagyvárad tér
- Népliget
- Ecseri út
- Pöttyös utca
- Határ út
- Kőbánya-Kispest

### Línia M4

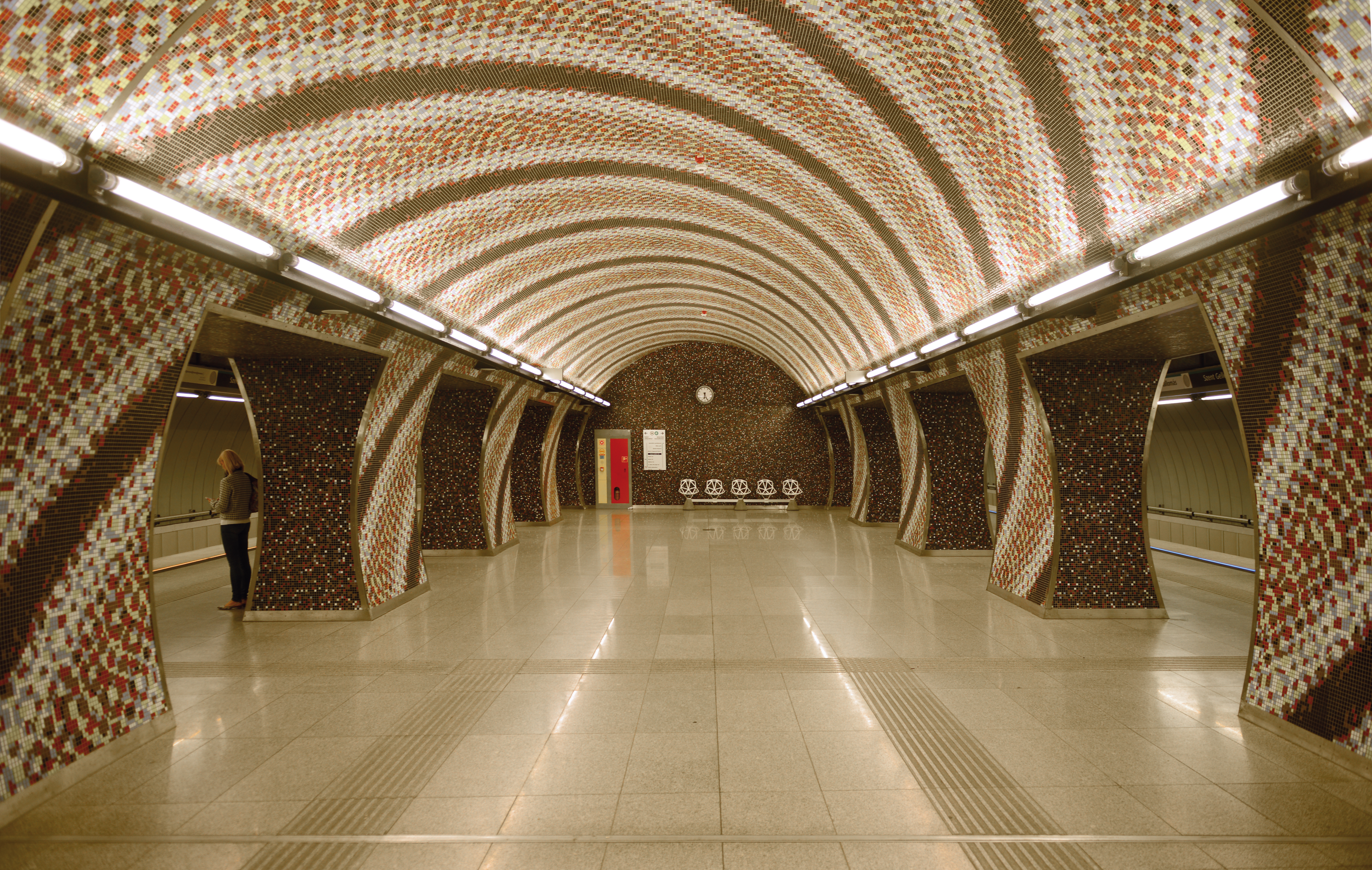
Estació de Szent Gellért tér – Műegyetem

M4 serà la quarta línia de la xarxa de Budapest, i connectarà el sector sud-oest de la ciutat (Buda) amb el nord-est (Pest). Actualment en construcció, la inauguració està prevista en dues fases: una primera per a final de 2011 i la segona per a 2013. S'estima que servirà 421.000 usuaris diaris.
La línia té les següents estacions:
- Keleti pályaudvar (intercanviador amb les línies M2)
- II. János Pál pápa tér
- Rákóczi tér
- Kálvin tér (intercanviador amb les línies M3) (futur intercanviador amb les línies M5)
- Fővám tér
- Szent Gellért tér – Műegyetem
- Móricz Zsigmond körtér
- Újbuda-központ
- Bikás park
- Kelenföld vasútállomás

### Línia M5
M5 serà la cinquena línia de metro de la ciutat, i esdevindrà un eix d'ordenació i vertebració nord-sud dels serveis de rodalia actuals. La línia encara és en fase de projecte.

## Estadístiques
El conjunt de les tres línies de metro actualment en servei té una longitud de 30,9 km i té 42 estacions. Només una però, serveix d'intercanviador entre línies. La futura línia M4 afegirà deu noves estacions a la xarxa, dues de les quals seran intercanviadors.
L'any 2011, el conjunt de la xarxa va transportar un total de 302,5 milions de viatgers, fet que suposà una mitjana de 828.000 usuaris diaris.